# Jürgen Langer
Jürgen Langer (* 7. Oktober 1942) ist ein ehemaliger deutscher Tischtennisspieler. Bei der Deutschen Meisterschaft 1966 gewann er Bronze im Doppel. Später holte er mehrere Medaillen bei internationalen Seniorenturnieren. 2010 wurde er Weltmeister im Doppel in der Altersklasse Ü75.

## Werdegang
Jürgen Langer spielte stets beim Verein TTV Metelen. 1959/60 wurde er Westdeutscher Jugendmeister im Einzel und im Doppel mit Klaus Dickner. Mit dem gleichen Partner erreichte er 1960 bei der Deutschen Jugendmeisterschaft das Endspiel.
Im Erwachsenenbereich wurde er 1959 mit der Herrenmannschaft des TTV Metelen Deutscher Meister. Seinen größten Erfolg bei deutschen Individualmeisterschaften erzielte er 1966, als er mit seinem Bruder Horst Langer Bronze gewann. In den 1970er Jahren spielte er mit dem TTV Metelen einige Jahre lang in der Bundesliga.
Seit den 1980er Jahren trat er bei zahlreichen Seniorenturnieren auf. Hier wurde er 2010 im chinesischen Hohhot zusammen mit Horst Langer Doppelweltmeister in der Altersklasse Ü75.
Weitere Erfolge bei Seniorenturnieren:
- 2007: Europameisterschaft in Rotterdam, AK 65: Zweiter im Doppel mit Horst Langer[6]
- 2009: Europameisterschaft in Porec, AK 65: Erster im Doppel mit Horst Langer[7]
- 2018: Weltmeisterschaft in Las Vegas, AK 75: Dritter im Doppel mit Horst Langer[8]
- 2019: Deutsche Meisterschaft in Erfurt, AK 75: Dritter im Doppel mit Horst Reinhart[9]
- 2019: Europameisterschaft in Budapest, AK 75: Dritter im Einzel und Zweiter im Doppel mit Horst Langer[9]

Ende Dezember 2024 beendete er nach fast 75 Jahren aktivem Tischtennis seine Karriere.

## Privat
Jürgen Langer war Lehrer.